# Thulium
Thulium (opkaldt efter det mytologiske Thule) er det 69. grundstof i det periodiske system, og har det kemiske symbol Tm: Under normale temperatur- og trykforhold optræder dette lanthanid som et blødt, sølvgråt metal.

## Egenskaber
Thulium er rimelig modstandsdygtig overfor iltning ("rust") i tør atmosfærisk luft, men i fugtig luft bliver det anløbent og gråt. Ved højere temperaturer brænder metallet, og danner thuliumsesquioxid (Tm2O3). Metallet reagerer med vand under dannelse af thuliumhydroxid og gasformig brint, og kan opløses i uorganiske syrer, ligeledes under dannelse af brintgas.
Thulium indgår i kemiske forbindelser med oxidationstrin +3 og danner kationen Tm+++: I vandige opløsninger giver denne ion anledning til forskellige lyse, blå og grønne farver.

## Tekniske anvendelser
Thulium er blevet brugt i lasere, men på grund af de høje omkostninger ved fremstillingen af stoffet, er der ikke udviklet ret mange kommercielle anvendelser. Ud over det rene thulium-metal er der ikke nogen kommercielle anvendelser for nogle af de kemiske forbindelser som dette grundstof indgår i.
Thulium-doteret yttriumtantalat og lanthanoxybromid bruges som scintillator i forbindelse med røntgenstråling. Thulium-doteret kalciumsulfat anvendes som detektor i personlige dosimetre til måling af små doser.
Ved at bombardere den stabile isotop thulium-169 med neutroner får man en strålingskilde der siden kan bruges som enten en gammastråle-kilde eller i en transportabel kilde til røntgenstråling. Samme isotop kan potentielt bruges i magnetiske, keramiske materialer kaldet ferrit, som bruges i udstyr for mikrobølger.
Den ustabile isotop thulium-171 kan muligvis bruges som en energikilde.

## Historie
Thulium blev opdaget i 1879 af den svenske kemiker Per Teodor Cleve, som benyttede en fremgangsmåde som hans landsmand Carl Gustaf Mosander tidligere havde brugt til at finde andre sjældne jordarter: Efter at have fjernet alle kendte urenheder fra erbia (Er2O2) stod Cleve med to oxider; et grønt og et brunt. Det grønne oxid, som Cleve kaldte for thulia, var af et hidtil ukendt grundstof, som fik navnet thulium. Det brune stof, kaldet holmia, var et oxid af holmium.

## Forekomst og udvinding
Som de øvrige sjældne jordarter findes thulium ikke i fri, metallisk form i naturen, men i kemiske forbindelser sammen med andre sjældne jordarter, f.eks. i mineralerne gadolinit og monazit. Thulium er med 0,52 gram per ton af Jordens skorpe (og 0,17 nanogram per liter havvand) det mindst udbredte af de sjældne jordarter; det er omtrent lige så sjældent som sølv, guld og cadmium. Stoffet udvindes primært af monazit ved en ionbytningsproces — nylige forbedringer i denne metode samt teknikker med udvinding fra opløsninger har gjort det meget lettere at skille de ellers kemisk meget ens grundstoffer, og sænket priserne på dem betydeligt. Det rene metal kan isoleres ved at reducere thuliumoxid med metallisk lanthan eller kalcium i en lukket beholder.

## Isotoper af thulium
Naturligt forekommende thulium består udelukkende af én isotop; thulium-169 — her ud over kender man 31 radioaktive isotoper af thulium, hvoraf thulium-171 er den mest "sejlivede" med en halveringstid på 1,92 år.